# Allín
Allín (cooficialmente en euskera: Allin) es un municipio compuesto español, de la Comunidad Foral de Navarra, situado en la merindad de Estella, en la comarca de Estella Oriental y a 50 km de la capital de la comunidad, Pamplona. Su población en 2024 fue de 899 habitantes (INE).
El municipio está compuesto por 10 concejos: Amillano, Aramendía, Arbeiza, Artavia, Echávarri, Eulz, Galdeano, Larrión, Muneta y Zubielqui.
Inicialmente adscrita a la zona no vascófona por la Ley Foral 18/1986, en junio de 2017 el Parlamento navarro aprobó el paso de Allín a la Zona mixta de Navarra mediante la Ley foral 9/2017.

## Toponimia
Toma su nombre del Valdeallín o Valle de Allín, uno de los valles tradicionales en los que se divide Navarra, división administrativa hasta mediados del siglo XIX. Este estaba formado por los actuales municipios de Allín y Metauten. En la Edad Media aparece bajo diversas grafías: Aylin, Ayllin, Ayn, Alin, Allin... 
Parece estar compuesto por un nombre de pila (Rohlfs propone Allius) y el sufijo de propiedad -ain, que también puede encontrarse en multitud de topónimos vascos como Amátriain, Lizoáin, Orendáin, Zurucuáin... En cualquier caso, guarda relación con otros topónimos como Alli, Allo, Aloz, Alos y Allona.
El nombre oficial desde su constitución en municipio ha sido Allín, con tilde y por tanto en castellano, por lo que en 2009 el ayuntamiento y el Gobierno de Navarra cambiaron su nombre oficial para que pase así a ser bilingüe, incluyendo la versión vasca: Allín / Allin. La pronunciación es idéntica, la única diferencia es la grafía, ya que en euskera no se emplean acentos gráficos.

## Símbolos

### Escudo
El escudo de armas del Valle de Allín tiene el siguiente blasón:

En campo de azur, un árbol de sínople, sumado a cada lado del tronco de dos estrellas de oro de cinco puntas.
Heráldica municipal de la Merindad de Estella II.

### Bandera
La bandera del Valle de Allín fue aprobada por el pleno de su ayuntamiento el 2 de junio de 2010, publicándose en el Boletín Oficial de Navarra un mes más tarde con la siguiente descripción:

Sobre fondo mostaza-ocre rectangular: "Árbol frondoso sobre fondo azul con dos estrellas doradas a ambos lados del mismo".
 BON N.º 84 de 12 de julio de 2010 

## Geografía
El valle de Allín está situado en la parte occidental de la Comunidad Foral de Navarra dentro de la región geográfica de la Zona Media de Navarra. Su término municipal tiene una superficie de 4,85 km y limita al norte con el municipio de Améscoa Baja, al sur con los de Ayegui e Igúzquiza, al este con los de Abárzuza, Yerri y Estella y al oeste con la Sierra de Santiago de Lóquiz y el municipio de Metauten.
El municipio de Allín compone el valle geográfico de su nombre, situado en terreno montañoso y llano a trechos, a orillas de los ríos Ega y Urederra.

## Historia
Las pechas del valle fueron dadas en 1368 a Beltrán Vélez de Guevara. Cien años después pertenecían a la casa de Medrano. Al poco también participaba la iglesia de Pamplona. En 1514, el rey Fernando el Católico, manifestó que su padre el rey Juan II, las había donado al merino de Estella Juan de Eguía, que después los reyes Juan III de Albret y Catalina de Foix las habían concedido a la iglesia de Pamplona y que ahora las reclamaba Nicolás de Eguía. Concluía pasando la resolución del asunto a las Cortes, sin prejuicio de que mientras no recayese fallo alguno, las disfrutase Nicolás de Eguía.
En el diccionario Geográfico-Histórico de España, del año 1802, leemos: 

El valle de Lin, dicho comúnmente Valdellin y valle de Allín, consta dos corriedos o partidos y cada uno de ocho pueblos. El de Zufía tiene por cabeza a Arteaga y el de Larrión, como el nombre de su capital. Cada pueblo elige su justicia ordinaria y ninguno depende de otro, aunque cada partido tiene una cabeza para la comodidad de las Juntas.

 En el siglo XIX el valle de Allín se distribuyó entre dos municipios: uno de ellos conservó la denominación de valle de Allín, con la capital en Amillano el otro corresponde con el distrito municipal de Metauten, con la capital en la población del mismo nombre, e incluyendo los concejos de Metauten, Arteaga, Ganuza, Ollogoyen, Ollobarren y Zufía..

## Demografía
Allín cuenta con una población de 899 habitantes (INE 2024).
| Gráfica de evolución demográfica de Allín entre 1857 y 2021 |
| |
| Población de derecho según los censos de población del INE Población de hecho según los censos de población del INEEn estos censos se denominaba Allín: 1857, 1860, 1877, 1887, 1897, 1900, 1910, 1920, 1930, 1940, 1950, 1960, 1970, 1981, 1991 y 2001 |

#### Núcleos de población
El municipio se divide en las siguientes entidades de población, según el nomenclátor de población publicado por el INE (Instituto Nacional de Estadística). Los datos de población se refieren a 2014
| Entidad de Población | Población (2014) |
| -------------------- | ---------------- |
| Amillano             | 27               |
| Aramendía            | 57               |
| Arbeiza              | 168              |
| Artavia              | 114              |
| Echávarri            | 60               |
| Eulz                 | 58               |
| Galdeano             | 60               |
| Larrión              | 153              |
| Muneta               | 42               |
| Zubielqui            | 101              |

## Administración y política
Allín conforma un municipio el cual está gobernado por un ayuntamiento de gestión democrática desde 1979, formado por 7 miembros elegidos en las elecciones municipales según está dispuesto en la Ley Orgánica del Régimen Electoral General. La sede del consistorio está situada en la plaza del Ayuntamiento, n.º 1 de la localidad de Amillano.
| Mandato   | Nombre del alcalde          | Partido político   |
| --------- | --------------------------- | ------------------ |
| 2007-2011 | María Ascensión Gárriz Ripa | C.I Valle de Allin |
| 2011-2015 | María Ascensión Gárriz Ripa | C.I Valle de Allin |
| 2023      | María Lourdes Lana Goñi     | C.I Valle de Allin |

| Partido político                              | 2015  | 2015       | 2011  | 2011       | 2007  | 2007       | 2003  | 2003       | 1999  | 1999       | 1995  | 1995       | 1991  | 1991       |
| Partido político                              | %     | Concejales | %     | Concejales | %     | Concejales | %     | Concejales | %     | Concejales | %     | Concejales | %     | Concejales |
| Coalición Independiente Valle de Allin (CIVA) | 59,31 | 4          | 63,19 | 5          | 87,00 | 7          | 55,22 | 4          | 51,67 | 4          | —     | —          | —     | —          |
| Independientes de Allin Vivo (IDAV)           | 37,23 | 3          | 32,87 | 2          | —     | —          | —     | —          | —     | —          | —     | —          | —     | —          |
| Unión Independiente de Allin (UIA)            | —     | —          | —     | —          | —     | —          | 41,75 | 3          | —     | —          | —     | —          | —     | —          |
| Agrupación Larraiza (AL)                      | —     | —          | —     | —          | —     | —          | —     | —          | 46,55 | 3          | —     | —          | —     | —          |
| Agrupación Independiente Allin (AIA)          | —     | —          | —     | —          | —     | —          | —     | —          | —     | —          | 88,35 | 7          | 46,06 | 3          |
| Unión Allin (UA)                              | —     | —          | —     | —          | —     | —          | —     | —          | —     | —          | —     | —          | 52,98 | 4          |